# 第二次巴尔干战争
第二次巴尔幹战争发生于1913年6、7月间，是1912年至1913年间第一次巴尔干战争的延续。

## 背景
在第一次巴爾幹戰爭之後，奥斯曼帝國在歐州領土被佔去了一大部分，並只被允許在歐洲留下包括君士坦丁堡在內的一小部份土地，巴爾幹同盟在倫敦召開和會，商討對奥斯曼帝国的利益瓜分。
但是，塞爾維亞和保加利亞就馬其頓的統治權產生分歧。

## 經過
保加利亞認為與鄂圖曼作戰中他們出力最多，所以希望能多分土地，由於保加利亞國內傾向佔領整個馬其頓，因此無法和塞爾維亞談攏。在奧匈帝國的支持下，保加利亞便於1913年6月29日向塞爾維亞及希臘宣戰，隨後黑山也加入戰爭對抗保加利亞。戰爭爆發後，北邊的羅馬尼亞利用保加利亞全力進攻其前盟友而導致的邊境空虛開始動員軍隊，七月十日以奪回南多布羅加為藉口向保加利亞宣戰。而東邊的鄂圖曼為了收復擁有大量土耳其人口的東色雷斯，也在七月二十日向保加利亞宣戰。很快的，羅馬尼亞就推進到了索菲亞近郊，在四面受敵的困境下，保加利亞沙皇斐迪南一世宣布投降。
1913年8月，保加利亞和戰勝國簽訂《布加勒斯特條約》，多布羅加南部被划给羅馬尼亞；馬其頓則被分成三部分，其中華達馬其頓（Vardar Macedonia，其邊界與今北馬其頓共和國相若）劃歸塞爾維亞，皮林馬其頓（Pirin Macedonia）劃歸保加利亞，愛琴海馬其頓劃歸希臘。東色雷斯在稍後由保加利亞單獨和鄂圖曼簽訂的《君士坦丁堡條約》中，交還鄂圖曼。

## 引發事件
塞爾維亞經過這次戰爭，變得更加強大；奧匈帝國在巴爾幹的擴張遭到妨礙。兩國的爭執為第一次世界大戰埋下了伏線。保加利亞戰敗後亦疏遠背後支持塞爾維亞的俄羅斯，轉而親近奧匈帝國。

## 图片

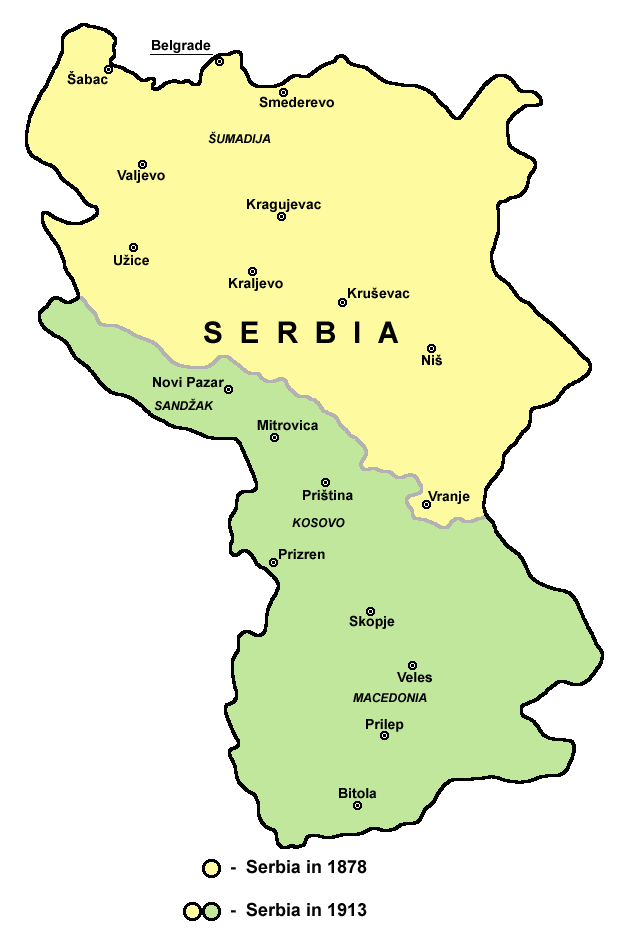